# العلاقات السنغالية الصومالية
العلاقات السنغالية الصومالية هي العلاقات الثنائية التي تجمع بين السنغال والصومال.

## مقارنة بين البلدين
هذه مقارنة عامة ومرجعية للدولتين:
| وجه المقارنة                                              | السنغال                                              | الصومال                        |
| --------------------------------------------------------- | ---------------------------------------------------- | ------------------------------ |
| المساحة (كم2)                                             | 196.72 ألف                                           | 637.66 ألف                     |
| عدد السكان (نسمة)                                         | 15.85 مليون                                          | 14.74 مليون                    |
| الكثافة السكانية (ن./كم²)                                 | 80.57                                                | 23.12                          |
| العاصمة                                                   | داكار                                                | مقديشو                         |
| اللغة الرسمية                                             | لغة فرنسية، اللغة الولوفية، باديارا ‏، اللغة البلنتية | اللغة الصومالية، اللغة العربية |
| العملة                                                    | فرنك غرب أفريقي                                      | شلن صومالي                     |
| الناتج المحلي الإجمالي (بليون دولار)                      | 16.37 مليار                                          | 7.37 مليار                     |
| الناتج المحلي الإجمالي (تعادل القوة الشرائية) بليون دولار | 36.62 مليار                                          |                                |
| الناتج المحلي الإجمالي الاسمي للفرد دولار أمريكي          | 899                                                  | 549                            |
| الناتج المحلي الإجمالي للفرد دولار أمريكي                 | 2.33 ألف                                             |                                |
| مؤشر التنمية البشرية                                      | 0.466                                                |                                |
| رمز المكالمات الدولي                                      | +221                                                 | +252                           |
| رمز الإنترنت                                              | .sn                                                  | .so                            |
| المنطقة الزمنية                                           | 00                                                   | ت ع م+03:00                    |

## منظمات دولية مشتركة
يشترك البلدان في عضوية مجموعة من المنظمات الدولية، منها:
| علم المنظمة | اسم المنظمة                                 | تاريخ انضمام السنغال | تاريخ انضمام الصومال |
| ----------- | ------------------------------------------- | -------------------- | -------------------- |
|             | مؤسسة التنمية الدولية                       | 31 أغسطس 1962        | 31 أغسطس 1962        |
|             | يونسكو                                      | 10 نوفمبر 1960       | 15 نوفمبر 1960       |
|             | الأمم المتحدة                               | 28 سبتمبر 1960       | 20 سبتمبر 1960       |
|             | مجموعة دول أفريقيا والكاريبي والمحيط الهادئ | ?                    | ?                    |
|             | الفريق المعني برصد الأرض                    | ?                    | ?                    |
|             | الاتحاد البريدي العالمي                     | ?                    | ?                    |
|             | البنك الدولي للإنشاء والتعمير               | 31 أغسطس 1962        | 31 أغسطس 1962        |
|             | منظمة التعاون الإسلامي                      | ?                    | ?                    |
|             | منظمة حظر الأسلحة الكيميائية                | ?                    | ?                    |
|             | الاتحاد الدولي للاتصالات                    | 15 نوفمبر 1960       | 28 سبتمبر 1962       |
|             | مؤسسة التمويل الدولية                       | 31 أغسطس 1962        | 31 أغسطس 1962        |
|             | المركز الدولي لتسوية المنازعات الاستشارية   | 21 مايو 1967         | 30 مارس 1968         |
|             | منظمة الشرطة الجنائية الدولية               | ?                    | ?                    |
|             | الاتحاد الأفريقي                            | ?                    | ?                    |
|             | البنك الإفريقي للتنمية                      | ?                    | ?                    |

## وصلات خارجية
- موقع وزارة الخارجية السنغالية
- موقع وزارة الخارجية الصومالية